# Mario Medina
Mario Medina Rojas (Juchitán de Zaragoza, 1952. szeptember 2. – ) mexikói válogatott labdarúgó. 

## Pályafutása

### Klubcsapatban
1972 és 1981 között a Deportivo Toluca csapatában játszott, melynek tagjaként 1975-ben megnyerte a mexikói bajnokságot. 1981 és 1982 között a Cruz Azul, majd 1982 és 1983 között az CF Monterrey játékosa volt.

### A válogatottban
1975 és 1980 között 14 alkalommal szerepelt az mexikói válogatottban és 2 gólt szerzett. Részt vett az 1978-as világbajnokságon.

## Sikerei, díjai
Deportivo Toluca
- Mexikói bajnok (1): 1974–75
- Mexikói szuperkupa (1): 1975